# Deathstars
Deathstars är ett svenskt industrial/gothic metal-band som bildades i Strömstad i januari år 2000.

## Biografi
Deathstars bildades av medlemmar från bandet Swordmaster, som i sin tur bestod av medlemmar från black metal-bandet Dissection och doom-/black metal-bandet Ophthalamia. Deathstars består för närvarande av Andreas "Whiplasher Bernadotte" Bergh (sång), Emil "Nightmare Industries" Nödtveidt (gitarr, keyboard), Jonas "Skinny Disco" Kangur (elbas, bakgrundssång), Eric "Cat Casino" Bäckman (gitarr) och Oscar "Vice" Leander (trummor).
Deathstars vann priset för Bästa Nykomling på galan Metal Hammer Golden Gods år 2007. De vann även tävlingen Get in the Ring, och besegrade då Turisas, Breed 77 och Zico Chain. Albumet med titeln Night Electric Night kom i slutet av januari, början av februari 2009.

## Medlemmar
Nuvarande medlemmar
- Whiplasher Bernadotte (Andreas Bergh, född 1977) – sång (2000– )
- Nightmare Industries (Emil Nödtveidt, född 1976) – gitarr, keyboard, studioteknik (2000– )
- Skinny Disco (Jonas Kangur, född 1979) – basgitarr, bakgrundssång (2003– )
- Cat Casino (Eric Bäckman, född 1988) – gitarr (2006–2013, 2019– )
- Marcus Johansson – trummor (2019– )

Tidigare medlemmar
- Beast X Electric (Erik Halvorsen) – gitarr (2000–2005)
- Bone W. Machine (Ole Öhman, född 1973) – trummor (2000–2010)
- Vice (Oscar Leander, född 1990) – trummor (2011–2017)

## Kuriosa
Bandets gitarrist Eric Bäckman spelar den gitarrspelande Black Devils-medlemmen Micke Larsson i Roy Anderssons prisbelönta film Du levande från 2007. Bäckman deltog i matlagningsprogrammet Halv åtta hos mig på TV4 som visades under våren 2011 och vann med 23 poäng.
Trummisen Oscar Leander från bandet "Cresendolls" har varit stand-in under flera turnéer, så också på Europaturnén år 2011 tillsammans med Rammstein.

## Diskografi
Studioalbum
- Synthetic Generation (2002)
- Termination Bliss (2006)
- Night Electric Night (2009)
- The Perfect Cult (2014)
- Everything Destroys You (2023)

Singlar
- Synthetic Generation (2001)
- Syndrome (2002)
- Cyanide (2005)
- Blitzkrieg (2006)
- Death Dies Hard (2008)
- Metal (2011)
- All The Devils Toys (2014)
- This Is (2023)

Samlingsalbum
- The Greatest Hits on Earth (2011)

Video
- "Synthetic Generation" (2001)
- "Syndrome" (2002)
- "Cyanide" (2005)
- "Blitzkrieg" (2006)
- "Virtue to Vice" (2007)
- "Death Dies Hard" (2008)
- "Metal" (2011)
- "All The Devil's Toys" (2014)